# Groupie
Groupie (wym. grupi) – zapalona miłośniczka zespołu muzycznego, podążająca za nim podczas trasy koncertowej. Słowo groupie wywodzi się z angielskiego group (grupa) właśnie w odniesieniu do grupy muzycznej, ale z czasem zyskało szersze zastosowanie.

## Muzyka rozrywkowa
Groupie to fan konkretnego zespołu muzycznego, który podąża za zespołem, który jest w trasie lub uczestniczy w jak największej liczbie jego publicznych występów, mając nadzieję na spotkanie z nim. Termin ten jest używany głównie w odniesieniu do młodych kobiet, a czasami mężczyzn, którzy podążają za tymi osobami, aby zdobyć własną sławę, pomóc w pracy za kulisami lub zainicjować jakiś rodzaj związku, intymnego lub innego. Termin ten jest również używany do opisywania podobnie entuzjastycznych fanów sportowców, pisarzy i innych osób publicznych.
Za groupie uchodziła Niemka Monika Dannemann, która była ostatnią kobietą związaną z Jimim Hendriksem i ostatnią osobą, która widziała go żywego. W 1976 poznała muzyka niemieckiej grupy Scorpions Uliego Jon Rotha, z którym się związała i spędziła 20 lat.
W książce Młot bogów – Saga Led Zeppelin (1985) autor Stephen Davis pisze o tym, że wokalista zespołu Led Zeppelin, Robert Plant dzielił fanki na takie, które poszukiwały krótkich przygód erotycznych, oraz groupies, które podróżowały z muzykami w roli sympatii lub opiekunki i zajmowały się ich wartościowymi przedmiotami, narkotykami, garderobą czy też życiem towarzyskim. Takimi przykładami są Nancy Spungen, Pamela Des Barres, związana z zespołem Franka Zappy i Cynthia Plaster Caster.
W swojej książce Let’s Spend the Night Together (2008) Pamela Des Barres wspomina, że istnieje przynajmniej jeden groupie-mężczyzna, Pleather, który jeździł za Courtney Love i znanym w latach 80. zespołem The Bangles.
Piosenka „Apple Scruffs” z płyty George’a Harrisona All Things Must Pass (1970) opowiada o grupie nastolatek, które koczowały przed studiem Beatlesów oraz przed domem Paula McCartneya, często śpiąc pod gołym niebem podczas niepogody, czekając aż któryś z członków zespołu ukaże się choć na moment. W piosence „She Came in Through the Bathroom Window” (z albumu Abbey Road z 1969 r.) Beatlesi śpiewają o tym, jak kilka fanek weszło do domu McCartneya przez okno na piętrze i wyciągnęły z jego szafy spodnie, które na zmianę wkładały. Zabrały również zdjęcie w ramce, które potem oddały na prośbę McCartneya.